# Chiesa di San Lorenzo (Cavedago)
La chiesa di San Lorenzo è la parrocchiale di Cavedago in Trentino. Fa parte della zona pastorale di Mezzolombardo e risale al XIX secolo. Vicino al sito dove sorge la chiesa era presente un insediamento di epoca romana.

## Storia
A Piazza San Lorenzo almeno sin dal XVII secolo era presente una cappella, che fu elevata a curazia nel 1740. Poiché la popolazione intanto era notevolmente aumentata si sentì la necessità di un luogo di culto di maggiori dimensioni. Il cantiere per la nuova chiesa venne aperto nel 1847 e in due anni venne chiuso.
La località scelta fu quella di Piazza San Lorenzo, vicino a Mattè, e la dedicazione fu per San Lorenzo martire, rispettando così i riferimenti del luogo. A lavori ultimati la chiesa venne benedetta ma per la solenne consacrazione fu necessario attendere il 27 settembre 1875 quando la cerimonia fu celebrata dal vescovo ausiliare di Trento Haller.

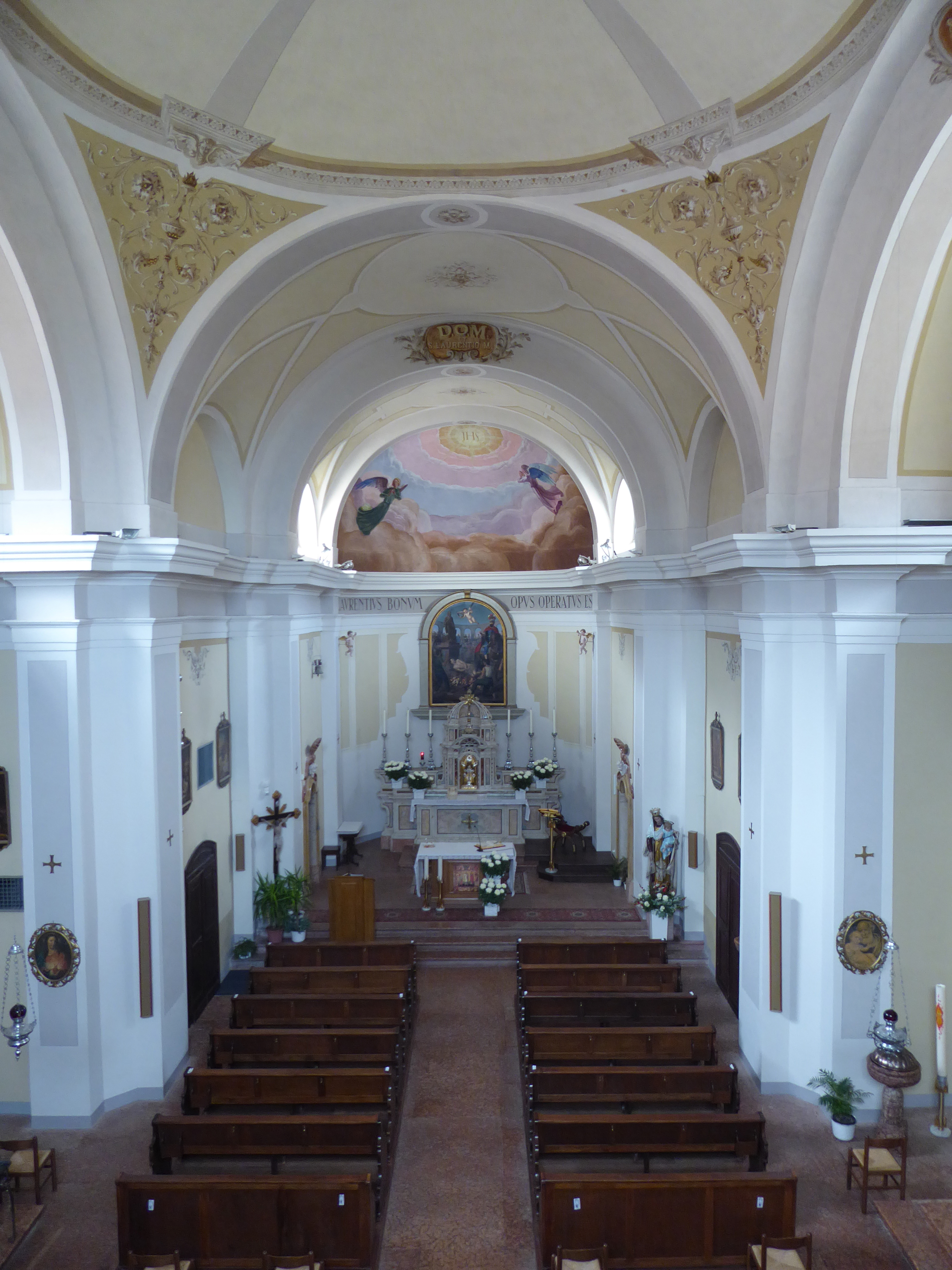
Interno della chiesa di San Lorenzo

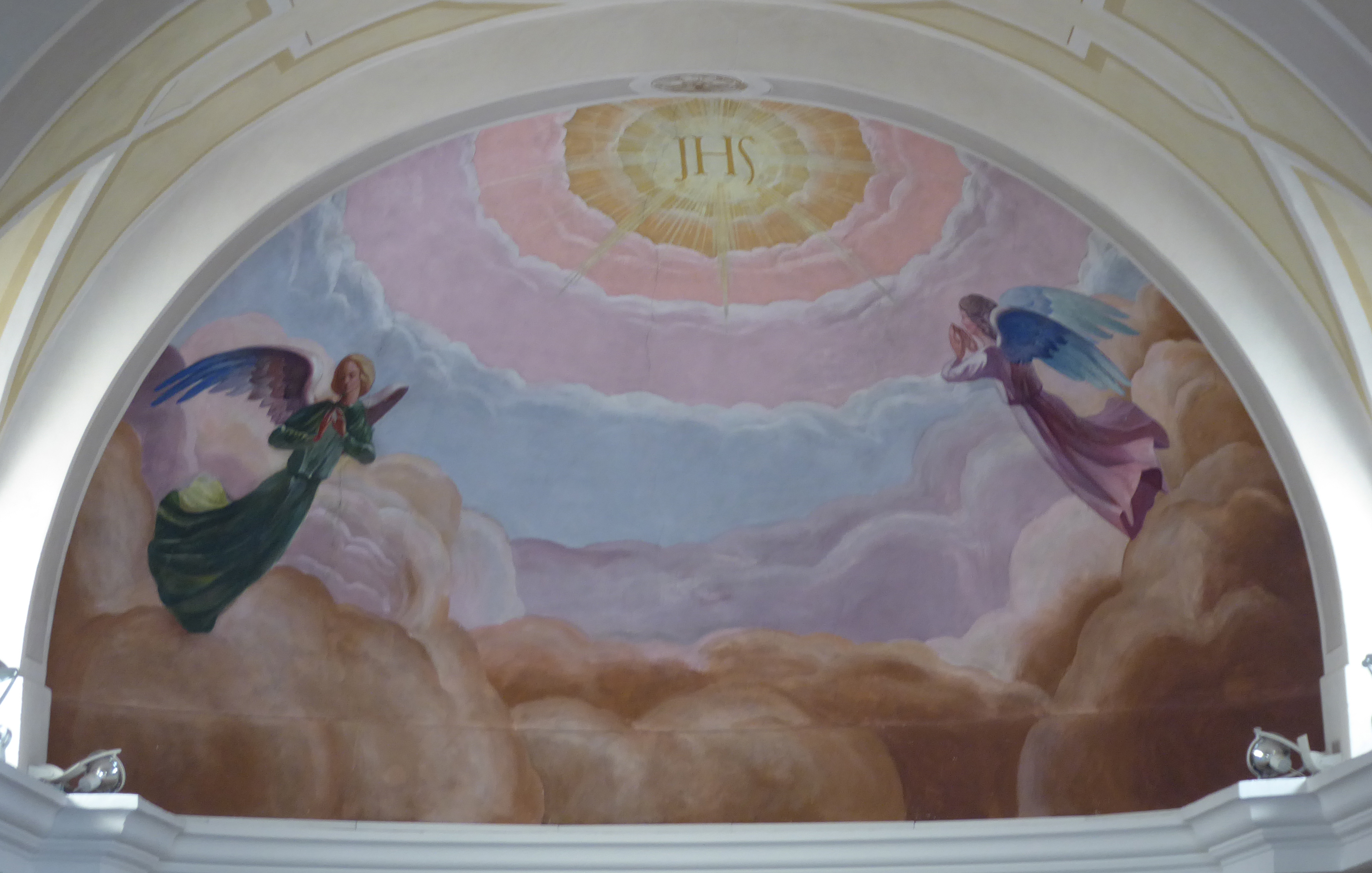
Affresco nel catino absidale

Attorno al 1898 la comunità di Cavedago venne staccata dalla parrocchia di Spormaggiore ottenendo la dignità di curazia di primo grado.
La torre campanaria venne dotata di due nuove campane nel 1903, ma queste vennero requisite durante il primo conflitto mondiale quindi, nel 1922, venne affidato alla fonderia Colbacchini di Trento, il compito di prepararne tre di nuove. Quando furono installate nel castello il concerto ottenne la benedizione di don Giovanni Guadagnini da Mezzolombardo. La chiesa ottenne dignità di parrocchia il 25 dicembre del 1941.
Nella seconda metà del XX secolo vennero realizzati vari interventi all'edificio sia all'interno sia alle sue parti esterne con la posa di una scalinata di tre gradini in pietra calcarea, l'ampliamento della sacrestia, l'installazione dell'impianto di riscaldamento, l'ammodernamento delle finestre e la ritinteggiatura degli interni. Fu elettrificato il castello campanario e venne decorato il catino dell'abside.
A partire dal 2009 fu realizzato un ciclo di restauri conservativi che rinsaldò la struttura dell'edificio e rivide tutte le parti lapidee. Venne ripristinato un accesso laterale e revisionato il castello delle campane. Ulteriori lavori sono stati realizzati nel 2014.

## Descrizione
La chiesa ha orientamento verso est. Il prospetto principale è semplice, a capanna, suddivisa da un marcapiano in due parti. Quella inferiore, col portale caratterizzato da un architrave timpanato, e quella superiore meno sviluppata e con una finestra a mezzaluna che porta luce alla sala. La parte superiore è conclusa da un frontone timpanato. 
La torre campanaria è decorata da un marcapiano come la facciata. La cella campanaria si apre con quattro monofore.
La navata interna è unica, suddivisa in tre campate di lunghezza disuguale e con volta a botte. All'altezza della seconda campata si aprono due cappelle laterali. Il presbiterio è rialzato e nella parte alta si trova il catino absidale arricchito dal dipinto murale. Sull'altare maggiore è conservato il dipinto che raffigura il Martirio di San Lorenzo.

### Ritrovamenti archeologici
Nelle immediate vicinanze dell'edificio alcuni scavi realizzati tra il 1901 ed il 1903 hanno portato alla luce interessanti reperti come resti di vasi in ceramica, un ago in bronzo, ossa di cervo e mattoni e monete di epoca romana.